# 잠비아 축구 협회
잠비아 축구 협회(영어: Football Association of Zambia, FAZ)는 1929년에 설립된 잠비아의 축구 협회이며, 수도인 루사카의 알릭 응카타 로드에 있는 "풋볼 하우스"에 기반을 두고 있다.
1964년 CAF와 FIFA, 1997년 COSAFA에 소속되어 지역 리그와 잠비아 축구 국가대표팀을 조직하고 있다.

## 국가대표팀
이 협회는 국제적인 협회 축구에서 잠비아를 대표하는 남자와 여자 국가대표팀을 관리하고 통제한다. 남자 국가대표팀은 1964년 독립에서 1991년 민주적인 다당제 국가로 바뀌기 전까지 잠비아의 대통령인 케네스 카운다의 이름을 따서 1980년대에 흔히 "KK 11"로 알려져 있었다.
이 팀은 코트디부아르와의 아프리카 네이션스컵 결승전에 세 번 출전하여 우승을 차지했다.

## 집행위원회
- 회장: 앤드루 카망가
- 부회장: 저스틴 뭄바[6]